# Kirli
Kirli fgou un petit estat tributari protegit al districte de Khandesh, a la presidència de Bombai, un dels anomenats estats Dangs. Segons la Gaseta de Bombai destacava per l'abundància de fusta de teka. La població era de 815 habitants, amb uns ingressos estimats de 49 lliures. El sobirà al segle XIX (vers 1860) era Hapsing Lalsing, un bhil i la successió es regia pel sistema de primogenitura.